# Abad II.
Abad II. (Abu Amr Abbad ili  Abbad II al-Mu'tadid, umro 28. veljače 1069.) je bio maurski kralj u Sevilli iz dinastije Abadida. Vladao je od 1042. do 1069. godine. Otac Abada II. bio je Abad I., osnivač dinastije Abadida. Abad II. je bio pjesnik i zaštitnik književnosti.